# اتودهای پاگانینی

نمایهٔ بصری اتودهای پاگانینی (۱۸۵۱)

اتودهای شش‌گانهٔ پاگانینی مجموعهٔ ۶ اتود برای پیانوست که فرانتس لیست بر اساس کارهای نیکولو پاگانینی نوشت. دو نسخهٔ متفاوت از این اتودها امروز موجود است.
- نسخهٔ اول را لیست در سال ۱۸۳۸ با نام اتودهایی برای تعالی ملهم از پاگانینی انتشار داد.
- نسخهٔ دوم که از لحاظ اجرا ساده‌تر از نسخهٔ اول است با نام اتودهای کبیر پاگانینی در سال ۱۸۵۱ توسط لیست منتشر شد.

این اتودها (حتی نسخهٔ دوم) از قطعات بسیار دشوار پیانو محسوب می‌شوند:
1. اتود اول بر اساس کاپریس شمارهٔ ۶ (با اینترو و کدا کاپریس شمارهٔ ۵) پاگانینی است.
2. اتود دوم بر اساس کاپریس شمارهٔ ۷ پاگانینی است.
3. اتود سوم با نام «لاکامپانلا» (به معنی زنگ کوچک) بر اساس ویولن کنسرتوی شمارهٔ ۲ (موومان سوم) پاگانینی است.
4. اتود چهارم بر اساس کاپریس شمارهٔ ۱ پاگانینی است.
5. اتود پنجم با نام مستعار «لاشاس» بر اساس کاپریس شمارهٔ ۹ پاگانینی است.
6. اتود ششم بر اساس کاپریس شماره ۲۴ پاگانینی است.

این اتودها به کلارا ویک (بعدها کلارا شومان)، از نوازندگان زبردست پیانو در آن زمان و همسر آتی روبر شومان، پیشکش شده‌اند.